# المخيم الرابع (غوانتانامو)

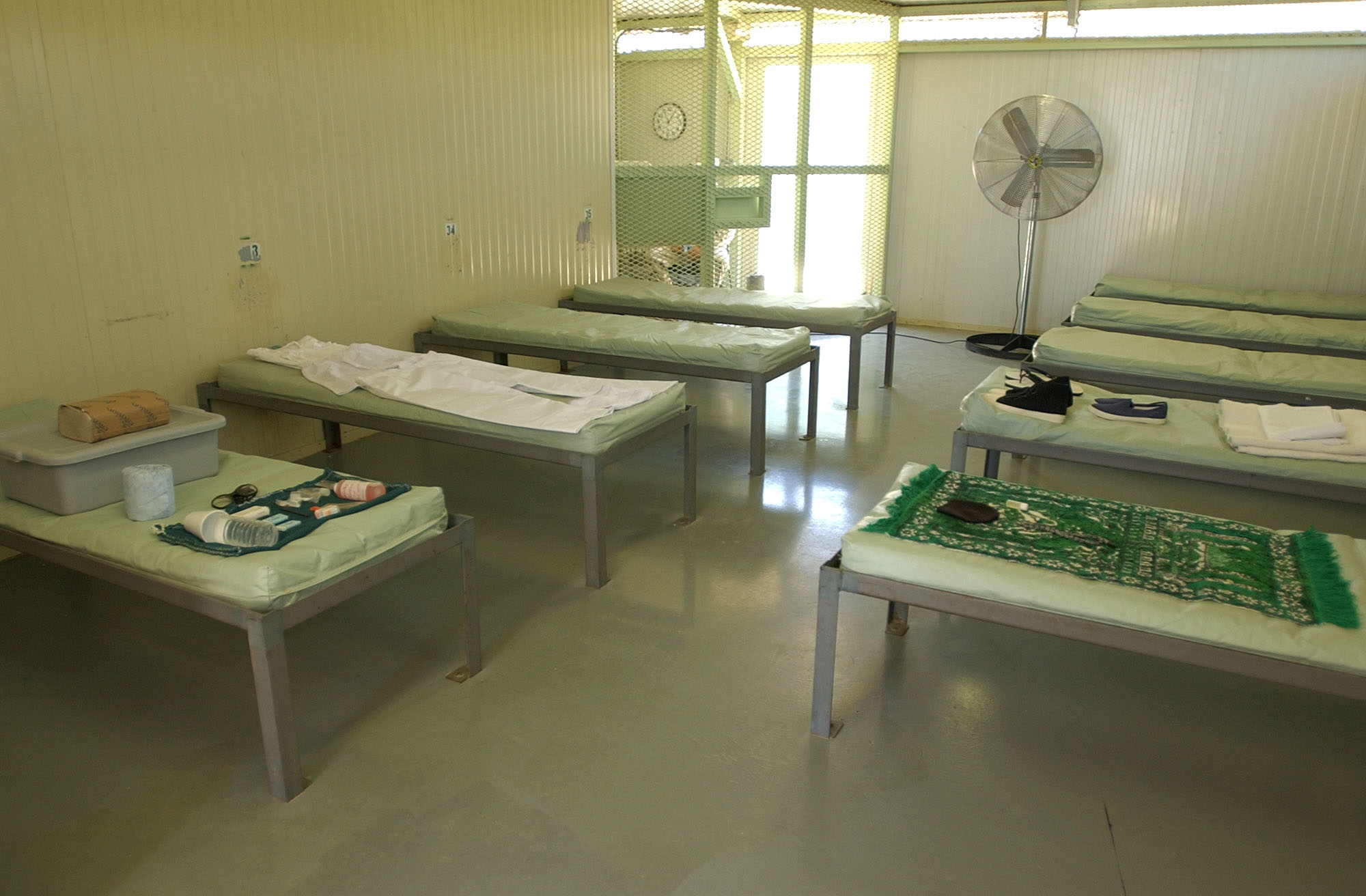
المخيم الرابع في مايو 2006.

المخيم الرابع هو واحد من المخيمات التي تشكل مُجمَّع مخيمات الأسرى والمعتقلين  خارج نطاق القانون الذين تعتقلهم الولايات المتحدة في معتقل غوانتانامو في كوبا.
المخيم يشبه في معظمه  معسكرات أسرى الحرب التقليدية. ويُسمَح للأسرى في المخيم الرابع ارتداء الزي الأبيض بدلا من البرتقالي.

## أحداث وقعت فيه
في 19 مايو 2006 وقعت مناوشات وقعت في عنبر 1، وتدخلت القوات الأمريكية معتقدة أنه يوجد احتمال محاولة انتحار، واستخدمت الغاز المسيل للدموع والرصاصات غير القاتلة، وأُصيب ستة معتقلين بإصابات طفيفة.